# Neceaiivske, Konotop
Neceaiivske (în ucraineană Нечаївське) este un sat în comuna Koșarî din raionul Konotop, regiunea Sumî, Ucraina.

## Demografie
Componența lingvistică a localității Neceaiivske
     Ucraineană (100%)
Conform recensământului din 2001, toată populația localității Neceaiivske era vorbitoare de ucraineană (100%).